# Casa Grande (Minas Gerais)
Casa Grande es un municipio brasileño del estado de Minas Gerais. Su población estimada en 2018 es de 2 260 habitantes, según el Instituto Brasileño de Geografía y Estadística (IBGE).

## Historia
Los primeros habitantes de origen europeo fueron los bandeirantes que se lanzaron al interior de Minas Gerais en búsqueda de oro durante el Brasil colonial. La minería se efectuaba, por regla general, en los arroyos existentes, y en sus márgenes se instalaban los exploradores. El fundador del pueblo, Bento Correia, mandó construir una casa de grandes proporciones, dividida para que pudieran vivir 15 familias (cerca de 60 personas). El topónimo actual se debe a aquella construcción. De esa casa todavía existen los cimientos. Posteriormente, los habitantes comenzaron a practicar la agricultura y luego la ganadería lechera, actividades que contribuyeron a la evolución de la localidad.
En 1891 se crea el distrito de São Caetano do Paraopeba, subordinado al municipio de Queluz (actual Conselheiro Lafaiete). En 1923 adquiere el nombre de Casa Grande. En 1938, el distrito fue transferido al municipio de Lagoa Dourada y en 1962 obtiene su autonomía municipal.

## Clima
Según la clasificación climática de Köppen, el municipio se encuentra en el clima tropical de altitud Cwa.